# Мумбаи-Сити
Мумба́и-Си́ти (маратхи मुंबई जिल्हा; англ. Mumbai City или Южный Мумбаи) — округ в индийском штате Махараштра. Образован 1 мая 1960 года. Административный центр — город Мумбаи. Площадь округа — 157 км². По данным всеиндийской переписи 2001 года население округа составляло 3 338 031 человек. Уровень грамотности взрослого населения составлял 86,4 %, что значительно выше среднеиндийского уровня (59,5 %).

## Районы
- Колаба
- Кафф-Парейд
- Нариман-Пойнт
- Черчгейт
- Форт
- Кальбадеви
- Масджид-Бандар
- Мандви
- Марин-Лайнс
- Гиргаон
- Малабар-Хилл
- Тардео
- Кумбалла-Хилл
- Мумбаи-Сентрал
- Мазгаон
- Бикулла
- Махалакшми
- Ворли
- Парел
- Прабхадеви
- Вадала
- Антоп-Хилл
- Матунга
- Дадар
- Махим
- Дхарави
- Сион